# NGC 3476
NGC 3476 (NGC 3480) é uma galáxia elíptica (E) localizada na direcção da constelação de Leo. Possui uma declinação de +09° 16' 34" e uma ascensão recta de 10 horas, 58 minutos e 07,6 segundos.
A galáxia NGC 3476 foi descoberta em 25 de Março de 1865 por Albert Marth.